# アレックス・ディアス・リベイロ
アレシャンドレ・ディアス・リベイロ（Alexandre Dias Ribeiro、1948年11月7日 - ）は、ブラジル・ベロオリゾンテ出身のレーシングドライバーである。
F1参戦時の表記としては「アレックス・リベイロ（Alex Ribeiro）」を用いた。

## 経歴

### 初期の経歴
1960年代末にブラジル国内のカート選手権で知られた存在で、1970年にはブラジルカート選手権でチャンピオンを獲得した。
1973年にフォーミュラ・フォードのブラジル国内選手権でチャンピオンタイトルを獲得すると、以後はヨーロッパへと活躍の舞台を移し、イギリスF3選手権とヨーロッパF3選手権でそれぞれランキング2位を獲得した（1974年、1975年）。
1976年にはヨーロッパF2選手権に参戦し、初年度ながらランキング5位を記録。

### F1
1976年、ワトキンス・グレンで開催された第15戦アメリカGP（アメリカ東GP）にヘスケスからスポット参戦し、F1デビューを果たした。
翌年はマーチから参戦したものの、この年のマーチ761シャシーの出来は極めて貧弱で、リベイロは開幕戦アルゼンチンGPから第4戦アメリカ西GPまでいずれもメカニカルトラブルによりリタイアを余儀なくされ、続く第5戦スペインGPから第10戦イギリスGPにかけては6戦連続予選落ちを強いられた。結果、第11戦ドイツGPでは完走を果たしたものの、結局このドイツGPと第16戦カナダGPで記録した8位が決勝最高位となり、全17戦中8戦は予選落ちという有様であった。
この1977年限りでマーチがF1から撤退したため、リベイロもシートを喪失した。
1979年にF1終盤の第14戦カナダGPと続く最終戦アメリカGP（アメリカ東GP）にブラジル国籍のF1チームであるコパスカーからスポット参戦したが、両レースともに予選落ちに終わっている。

### F1後
1978年以降は、ヨーロッパ、南米のF2、F3選手権、ストックカー・ブラジル選手権などに参戦した。

## エピソード
- アクセルを踏み込む特徴的なドライビングスタイルで当時ヨーロッパでも知られ、イギリスF3時代には“F3の恐怖”と呼ばれ恐れられた。
- 1999年から2002年にかけてはFIAに雇われF1やF3000でメディカルカーのドライバーを務めた。2002年のブラジルGPでは、決勝日朝のウォームアップ走行でクラッシュしたエンリケ・ベルノルディのため、シド・ワトキンスらを乗せインテルラゴス・サーキット第2コーナーに赴いたが、車から出ようとドアを開けた瞬間、後ろから来たニック・ハイドフェルドに運転席のドアをもぎ取られるというハプニングがあった。幸い、リベイロ、ハイドフェルトともに怪我はなかった。

## レース戦績

### フォーミュラ1
| 年     | 所属チーム         | シャシー | 1       | 2       | 3       | 4       | 5       | 6       | 7       | 8       | 9       | 10      | 11    | 12      | 13     | 14      | 15      | 16    | 17     | WDC       | ポイント |
| ------ | ------------------ | -------- | ------- | ------- | ------- | ------- | ------- | ------- | ------- | ------- | ------- | ------- | ----- | ------- | ------ | ------- | ------- | ----- | ------ | --------- | -------- |
| 1976年 | ヘスケス           | 308D     | BRA     | RSA     | USW     | ESP     | BEL     | MON     | SWE     | FRA     | GBR     | GER     | AUT   | NED     | ITA    | CAN     | USA 12  | JPN   |        | NC (37位) | 0        |
| 1977年 | マーチ             | 761B     | ARG Ret | BRA Ret | RSA Ret | USW Ret | ESP DNQ | MON DNQ | BEL DNQ | SWE DNQ | FRA DNQ | GBR DNQ | GER 8 | AUT DNQ | NED 11 | ITA DNQ | USA 15  | CAN 8 | JPN 12 | NC (27位) | 0        |
| 1979年 | フィッティパルディ | F6A      | ARG     | BRA     | RSA     | USW     | ESP     | BEL     | MON     | FRA     | GBR     | GER     | AUT   | NED     | ITA    | CAN DNQ | USA DNQ |       |        | NC (36位) | 0        |

(key)

### 全日本F2選手権
| 年     | チーム            | シャーシ    | エンジン  | 1     | 2   | 3       | 4   | 5   | 6   | 7   | 順位 | ポイント |
| ------ | ----------------- | ----------- | --------- | ----- | --- | ------- | --- | --- | --- | --- | ---- | -------- |
| 1976年 | Gottiマーチ VICIC | マーチ・752 | BMW M12/7 | FSW 2 | SUZ | FSW     | SUZ | SUZ |     |     | -    | -        |
| 1979年 | DIATONEマーチ     | マーチ・782 | BMW M12/7 | SUZ   | NIS | SUZ Ret | FSW | SUZ | SUZ | SUZ | -    | -        |